# Hecalus tripunctatus
Hecalus tripunctatus är en insektsart som beskrevs av Matsumura 1915. Hecalus tripunctatus ingår i släktet Hecalus och familjen dvärgstritar. Inga underarter finns listade i Catalogue of Life.